# ستفان پولیس
ستفان پولیس (فرانسوی: Stéphane Poulhies‎؛ زادهٔ ۲۶ ژوئن ۱۹۸۵) دوچرخه‌سوار اهل فرانسه است.
از باشگاه‌هایی که در آن رکاب زده‌است می‌توان به تیم دوچرخه‌سواری آرمی دو تر، تیم دوچرخه‌سواری کوفیدیس، و تیم دوچرخه‌سواری سوجاسون اشاره کرد.